# ISO 3103
ISO 3103 (ИСО 3103) — стандарт, опубликованный Международной организацией по стандартизации (ISO), определяющий стандартный метод заваривания чая. Стандарт был создан в 1980 году техническим комитетом ISO номер 34, подкомитет номер 8 (чай).
Метод состоит в извлечении растворимых веществ из сушёных листьев чая, находящихся в глиняном или фарфоровом сосуде, путём наливания свежекипяченой воды в белый глиняный или фарфоровый сосуд. После этого изучаются органолептические свойства листьев и полученной жидкости, с молоком или без него.
Данный стандарт определяет метод заваривания чая для проведения его дегустации.
За создание шестистраничной инструкции, как правильно приготовить чашку чая Британский институт стандартов удостоен Шнобелевской премии 1999 в номинации «Литература».

## Краткое описание
- Заварочный чайник должен быть из белого фарфора или фаянса, покрытого глазурью, и иметь частично зазубренный край. У него должна быть крышка, которая свободно накрывает чайник. Крышка чайника должна иметь маленькое отверстие, необходимое чтобы часть воздуха могла выйти из замкнутого пространства, когда происходит заваривание чая.
- Если используется большой чайник, то он должен вмещать максимум 310 мл (±8 мл) и иметь массу 200 г (±10 г).
- Если используется маленький чайник, то он должен вмещать максимум 150 мл (±4 мл) и иметь массу 118 г (±10 г).
- На каждые 100 мл кипятка в чайник кладётся 2 грамма чая (измеренных с 2 % погрешностью).
- Только что вскипячённую воду наливают в чайник до уровня 4—6 мм от края.
- Вода не должна быть жёсткой.
- Время заварки — 6 минут.
- Заваренный чай затем наливают в чашку из белого фарфора или фаянса, покрытого глазурью.
- Если используется большая чашка, то она должна иметь объём 380 мл и массу 200 г (±20 г).
- Если используется маленькая чашка, то она должна иметь объём 200 мл и массу 105 г (±20 г).
- Если при приготовлении используется молоко, то оно может быть добавлено в чашку как до, так и после заваренного чая.
- Молоко, добавляемое в чашку после чая, лучше наливать при температуре чая 65 — 80 °C.
- В большую чашку добавить 5 мл молока, в маленькую — 2,5 мл.